# Un chien pour Noël

Un chien pour Noël (Christmas with Tucker) est un téléfilm de Noël canadien réalisé par Larry McLean et diffusé aux États-Unis le 25 novembre 2013 sur Hallmark Movie Channel.

## Synopsis
Un jeune garçon apprend à devenir un homme après la mort de son père et s'attache tout spécialement à un chien,,.

## Fiche technique
- Titre original : Christmas with Tucker
- Réalisation : Larry McLean
- Scénario : Dave Alan Johnson, Greg Kincaid
- Durée : 84 minutes
- Pays : Canada

## Distribution
- James Brolin : Bo McCray
- Gage Munroe (en) (VF : Geneviève Doang) : George McCray
- Josie Bissett : Jill
- Barbara Gordon (VF : Anne Deleuze) : Cora McCray
- Ron Lea (VF : Guy Chapellier) : Thorne
- John Tench : Tom Turner
- Helen Colliander (VF : Leslie Lipkins) : Mary Ann
- Hailey Garrod : Mary Ann adulte
- Jamie Lyle : Infirmière
- Derek McGrath (VF : GIlbert Lévy) : Hank
- Jeff Smith : Docteur